# Radonja (wieś)
Radonja – wieś w Chorwacji, w żupanii karlowackiej, w gminie Vojnić. W 2011 roku liczyła 103 mieszkańców.